# 日野翔太
日野 翔太（ひの しょうた、2002年10月16日 - ）は、東京都八王子市出身のプロサッカー選手。Jリーグ・サガン鳥栖所属。ポジションはミッドフィールダー（MF）。

## 略歴
小学生時代は高尾サッカークラブに所属。中学時代はFC町田ゼルビアのアカデミーに所属していた。堀越高等学校では3年時に全国高等学校サッカー選手権大会に出場。卒業後は拓殖大学に進学した。
2023年5月18日、2025年シーズンからのサガン鳥栖加入内定、並びに特別指定選手承認が発表された。同月24日、ルヴァンカップ・グループステージのジュビロ磐田戦で公式戦デビューを飾った。
2024年1月12日、入団を前倒しして2024年からの加入を発表。

## 所属クラブ
- 高尾サッカークラブ
- FC町田ゼルビアJrユース
- 堀越高等学校
- 拓殖大学
  - 2023年5月 - 同年12月  サガン鳥栖（特別指定選手）
- 2024年 -  サガン鳥栖

## 個人成績
| 国内大会個人成績 | 国内大会個人成績 | 国内大会個人成績 | 国内大会個人成績 | 国内大会個人成績 | 国内大会個人成績 | 国内大会個人成績 | 国内大会個人成績 | 国内大会個人成績 | 国内大会個人成績 | 国内大会個人成績 | 国内大会個人成績 |
| 年度             | クラブ           | 背番号           | リーグ           | リーグ戦         | リーグ戦         | リーグ杯         | リーグ杯         | オープン杯       | オープン杯       | 期間通算         | 期間通算         |
| 年度             | クラブ           | 背番号           | リーグ           | 出場             | 得点             | 出場             | 得点             | 出場             | 得点             | 出場             | 得点             |
| 日本             | 日本             | 日本             | 日本             | リーグ戦         | リーグ戦         | リーグ杯         | リーグ杯         | 天皇杯           | 天皇杯           | 期間通算         | 期間通算         |
| ---------------- | ---------------- | ---------------- | ---------------- | ---------------- | ---------------- | ---------------- | ---------------- | ---------------- | ---------------- | ---------------- | ---------------- |
| 2023             | 鳥栖             | 38               | J1               | 4                | 0                | 2                | 0                | -                | -                | 6                | 0                |
| 2024             | 鳥栖             | 18               | J1               | 14               | 0                | 2                | 0                | 2                | 0                | 18               | 0                |
| 通算             | 日本             | 日本             | J1               | 18               | 0                | 4                | 0                | 2                | 0                | 24               | 0                |
| 総通算           | 総通算           | 総通算           | 総通算           | 18               | 0                | 4                | 0                | 2                | 0                | 24               | 0                |

- 2023年は特別指定選手。

## 代表歴
- U-22日本代表
  - 2023年 アジア競技大会サッカー競技